# LG 옵티머스 L9
LG 옵티머스 L9(LG Optimus L9)은 LG전자에서 2012년 10월 31일에 출시한 보급형 안드로이드 스마트폰이다.
LG 옵티머스 시리즈의 G/뷰/L/F 라인 중 L라인으로 보급형 3G 모델이며, 그중 하이엔드급 모델로 하드웨어의 성능은 프라다 3.0과 비슷하다.

## 운영 체제 업그레이드

### 안드로이드4.1.2 젤리빈업그레이드
2013년 3월 15일 안드로이드 4.1.2 젤리빈으로 업그레이드가 시작되었다.
주요 개선점은 다음과 같다.
- App reflection speed increase to 200%
- 프로젝트 버터 적용
- 설정 메뉴 재구성
- 구글 나우 추가

## 특수 기능

### Q 메모
Q메모를 어느화면에서나 보며 이중플레이 할 수 있는 겹쳐사용하기 모드를 사용하면 Q메모를 보면서 다른 애플리케이션을 동시에 사용할 수 있다.

### Q 트랜스레이터
43개의 언어를 카메라 스캔으로 인식해 최대 64개의 언어로 빠르게 번역해주는 기능이다.

### 구글 나우
4.1.2 젤리빈 업그레이드와 함께 추가된 기능이다

## 경쟁 기종
- ZTE ME
- 삼성 갤럭시 S4 미니
- 삼성 갤럭시 R 스타일

## 같이 보기
- LG 프라다 3.0
- LG 옵티머스 4X HD
- LG 옵티머스 L3
- LG 옵티머스 L5
- LG 옵티머스 L7
- LG 옵티머스 F5